# Akialoa stejnegeri
L'akialoa di Kauai, o, più correttamente, ʻakialoa di Kauai (Akialoa stejnegeri (Wilson, 1889)) è un uccello passeriforme estinto della famiglia Fringillidae.

## Tassonomia
Il nome scientifico della specie, stejnegeri, venne scelto in omaggio allo zoologo norvegese Leonhard Hess Stejneger.

## Descrizione
- Video di maschio impagliato.
- Video di giovane maschio impagliato.
- Video di femmina impagliata.

### Dimensioni
Misurava fino a 19 cm di lunghezza.

### Aspetto

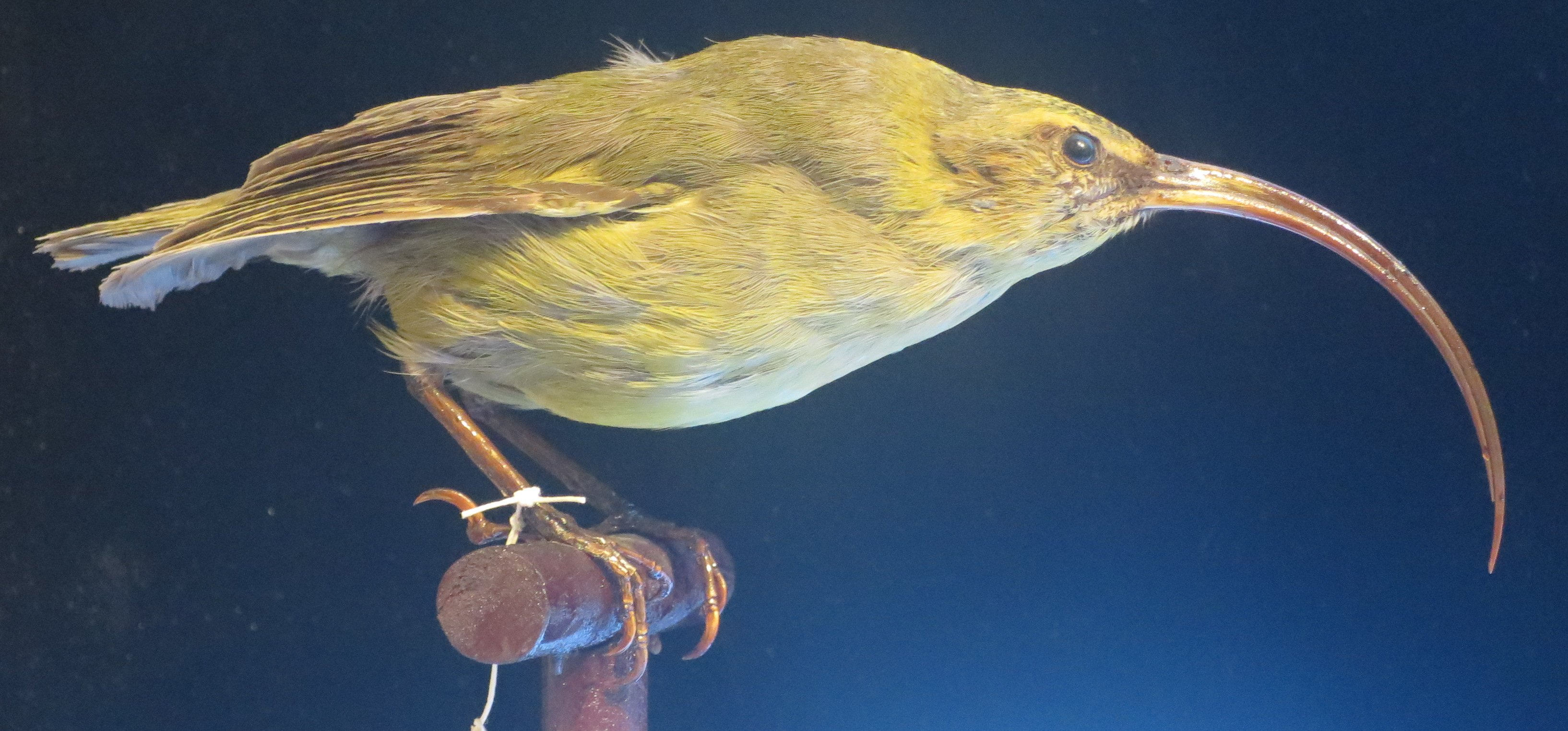
Esemplare impagliato Museo Berenice Pauhai Bishop di Honolulu.

L'aspetto era quello tipico dei fringillidi, con ali piccole, corta coda squadrata e zampe forti, con un inconfondibile becco sottile e ricurvo verso il basso, che arrivava a misurare fino a quasi la metà della lunghezza totale e sembrava essere più lungo nei maschi rispetto alle femmine.

Il piumaggio mostrava dimorfismo sessuale abbastanza marcato: i maschi, infatti, presentavano livrea gialla su tutto il corpo, con tendenza a sfumare dorsalmente nel verde oliva, mentre penne remiganti e della coda avevano le punte nerastre. Le femmine, invece, presentavano colorazione gialla limitata ad ali, basso ventre e codione, mentre gola, petto e ventre erano biancastre (con sfumature giallastra specialmente sul petto) e l'area dorsale era grigiastra: in ambedue i sessi, fra i lati del becco e la parte posteriore dell'occhio era presente una mascherina più scura. Gli occhi erano di colore bruno scuro, becco e zampe erano neri.

## Biologia
Si tratta di uccelli dalle abitudini diurne, che si muovevano da soli o in coppie, passando la maggior parte della propria giornata a percorrere i tronchi degli alberi alla ricerca di cibo, ottenuto sondando le corolle dei fiori o le fessure della corteccia col lungo becco.

### Alimentazione
La dieta di questi uccelli era nettarivora ed insettivora in misura pressoché uguale: il lungo becco ricurvo degli akialoa di Kauai, infatti, si adattava perfettamente a raggiungere il nettare dalle lunghe corolle delle lobelie locali e dell'ohia lehua, ma era altrettanto utile per estrarre i piccoli invertebrati e le loro larve dalle loro tane nella vegetazione.

### Riproduzione
Non esistono osservazioni dirette della riproduzione di questa specie: tuttavia, essendo questo evento molto conservativo in tutti i drepanidini, si ritiene che essa non differisca significativamente per modalità e tempistiche rispetto a quello delle altre specie affini, che sono monogame e depongono due uova in un nido a coppa, collaborando nell'allevamento della prole.

## Distribuzione e habitat
Come intuibile dal nome comune, l'akialoa di Kauai era endemico dell'isola di Kauai, dove popolava le aree di foresta pedemontana e montana con presenza di alberi di koa e ohia lehua, oltre che di felci arborescenti del genere Cibotium, fra i 200 ed i 1500 m di quota: questi uccelli mostravano una certa mobilità nel proprio areale, spostandosi a varie altitudini e in vari territori in base al ciclo di fioritura delle piante di cui la specie si nutriva.

## Estinzione
Naturalmente vulnerabile a causa dell'areale ristretto, l'akialoa di Kauai subì in maniera catastrofica la distruzione del proprio habitat, ma soprattutto l'introduzione accidentale di malattie alle quali questi uccelli non erano resistenti, come la malaria aviaria ed il vaiolo aviario, che hanno avuto effetti disastrosi per gran parte dei drepanidini hawaiiani: nonostante questi uccelli vivessero in zone abbastanza in quota, dove non si spingevano le zanzare (vettori delle malattie), la tendenza degli akialoa di Kauai a spostarsi anche a quote minori alla ricerca di cibo li ha resi vulnerabili alle malattie ed è quindi risultata loro fatale.
Nonostante l'akialoa di Kauai continui ad essere considerato in pericolo dal governo statunitense, essendo passati più di 50 anni dall'ultimo avvistamento di esemplari ascrivibili a questa specie (avvenuto alla fine degli anni '60 nelle paludi di Alakai, sul monte Waialeale), essa soddisfa i criteri stabiliti dall'IUCN perché ne sia decretata l'estinzione: l'akialoa di Kauai rappresenterebbe la specie di akialoa sopravvissuta fino a tempi più recenti.